# ゾラ・ニール・ハーストン
ゾラ・ニール・ハーストン（Zora Neale Hurston; 1891年1月7日 - 1960年1月28日）はアメリカ合衆国の作家、民俗学者。アフリカ系アメリカ人作家として1920年代から40年代にかけて活躍したが、その後約30年間、著書が絶版になっていた。1975年、同じ黒人女性作家のアリス・ウォーカーに再発見され、ハーレム・ルネサンスの代表的作家として再評価されることになった。邦訳も1990年代後半に出版された。

## 背景
ゾラ・ニール・ハーストンは1891年1月7日、アラバマ州リー郡とメイコン郡に跨る町ノタスルガでジョン・ハーストンとルーシー・アン・ハーストン（旧姓ポッツ）の8人の子の第6子として生まれた。ミドルネームの「ニール」は名親である母ルーシーの友人ニール夫人から受け継いだものである。翌92年に父ジョンがフロリダ州サンフォードのバプテスト教会の牧師になり、一家は同州オレンジ郡のイートンヴィルに越した。イートンヴィルは1887年にアイザー・クラークほか26人の自由黒人によって創設されたアメリカ合衆国初の黒人の郡区である。1889年にブッカー・T・ワシントンの教育原理に基づく職業訓練校が設立され、ハーストンと彼女の兄弟姉妹はワシントンの弟子たちによって創設されたハンガーフォード小学校に通った。父ジョンは1897年以降3期にわたってイートンヴィルの町長を務めた。ハーストンはこうした環境で、「黒人としての劣等感を決して植え付けられることなく」育った。
13歳のときに母ルーシーが39歳で急死。父ジョンが早くも翌年に20歳のマティー・モージと再婚したため、家を出て、年長の兄弟のもとに身を寄せるようになり、メンフィス（テネシー州）で兄の子のベビーシッターをしたり、ギルバート・サリヴァン劇団の女優の身の回りの世話をしたり、ボルチモア（メリーランド州）の姉のもとに身を寄せてウェイトレスをしたり、アラバマ州の受託会社で雑役婦を務めたりと、職を転々としながら学業を続けた。ボルチモアでは夜学に通ったが、26歳でまだ高等学校を卒業していなかったため、16歳（1901年生まれ）と偽って入学し、以後も正確な生年月日を明らかにしなかった。

## ハーレム・ルネサンス
1918年、27歳のときに父ジョンが鉄道事故で死去。ハーストンはワシントンD.C.に移住し、ハワード大学進学準備校に入学。英語を専攻し、1920年に準学士号を取得した。哲学者・教育者のアラン・リロイ・ロック、劇作家・教育者のトマス・モンゴメリー・グレゴリーに勧められてハワード大学文芸クラブに入会し、1921年に同クラブの雑誌『スタイラス』に最初の短編小説「ジョン・レディングの船出」と詩「おお、夜よ」を発表した。アフリカ系アメリカ人の芸術・文学の全盛期ハーレム・ルネサンスが始まり、拠点の一つであった女性詩人・劇作家ジョージア・ダグラス・ジョンソンの文芸サロンにはリチャード・ブルース・ニュージェント、ジーン・トゥーマー、W・E・B・デュボイス、マリタ・ボナー、アリス・ダンバー・ネルソン、ジェシー・レドモン・フォーセット、アンジェリーナ・グリムケらが集まっていた。ハーストンもまたこの文芸クラブに参加し、活動の場を広げていった。とりわけ、ハーレム・ルネサンスの中心人物マーカス・カーベイが創設した世界黒人地位改善協会 (UNIA)（世界黒人開発協会アフリカ社会連合の前身）の機関紙『ニグロ・ワールド』や、社会学者（後にアフリカ系アメリカ人初のフィスク大学学長）チャールズ・S・ジョンソンが編集長を務める文芸誌『オポチュニティ ― 黒人生活ジャーナル』（全国都市同盟出版）などに次々と作品を発表した。1925年、短篇「スパンク」が『オポチュニティ』文学賞短編部門、戯曲「カラー・ストラック」が同賞戯曲部門のそれぞれ第2位に輝き、他にも2作品が入選。授賞式で詩人ラングストン・ヒューズ、詩人カウンティー・カレン、作家・写真家カール・ヴァン・ヴェクテン、小説家ファニー・ハースト、作家アニー・ネイサン・マイヤーらに会う機会を得た。
マイヤーは高等教育推進活動に従事し、1889年にバーナード・カレッジを創設した女性であり、ハーストンは同1925年、マイヤーと学長ヴァージニア・ギルダースリーヴの推薦を受けて同大学に入学し（1928年に学士号取得）、奨学金を受けることになった。英語を専攻する傍ら、アメリカ人類学の創設者とされるフランツ・ボアズ（コロンビア大学教授）に師事した。
1926年、ウォレス・サーマン、ラングストン・ヒューズ、画家アーロン・ダグラス、グウェンドリン・B・ベネット、リチャード・ブルース・ニュージェントらとともにハーレム・ルネサンスの主要文芸誌『ファイア!!』を創刊し、「スウィート」、「カラー・ストラック」などの短編や戯曲を発表した。

## 民俗学 - フィールドワークと創作

### カジョー・ルイス伝

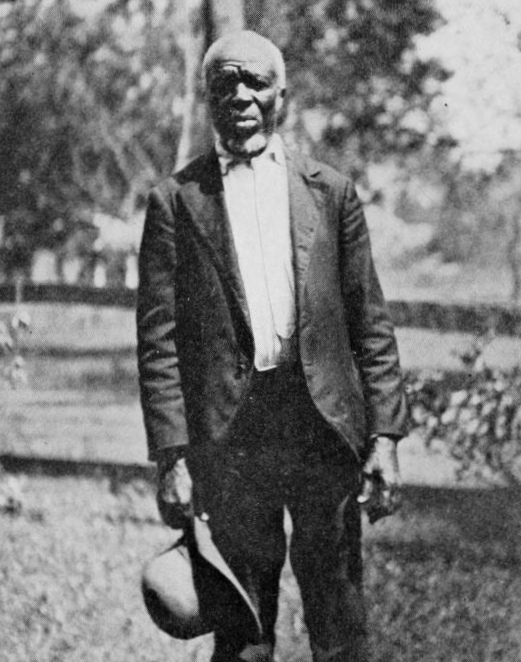
カジョー・ルイス (1814年頃)

1927年、アフリカ系アメリカ人の生活・歴史研究のためのカーター・G・ウッドソン協会の助成金を受けて、フロリダ州でフォークロア資料の収集に取りかかった。これと並行して、ラングストン・ヒューズとともにタスキーギ職業訓練校で講演を行った。また、記録に残る最後の奴隷船クロティルダ号の最後の生存者でアラバマ州モービルに暮らすカジョー・ルイス に会って取材し、彼の伝記を執筆した。クロティルダ号はすでに奴隷貿易が禁止されていた1860年にアフリカからモービルに到着し、密輸の証拠隠蔽を図った奴隷売買業者が火を付けて沈没させた。以来、150年以上にわたって考古学者や歴史家がその所在を突き止めようとしていたが、2018年1月に初めてクロティルダ号の残骸と思われるものが発見された。執筆から87年経ってようやくカジョー・ルイス伝の出版が決まった直後のことである（1931年に出版社2社に原稿を持ち込んだが拒否されていた）。なお、書名の「バラクーン」とは奴隷船出港まで一時的にアフリカ人を収容した小屋のことである。

### アフリカ系アメリカ人の民話伝承・民間信仰
同1927年、アフリカ系アメリカ人芸術・文学愛好家のシャーロット・オズグッド・メイソンに出会い、フォークロア収集のための契約を締結した。メイソンはハーレム・ルネサンスの多くの芸術家・文学者を経済的に支援した（計10万ドル、2003年時点の換算で100万ドル）慈善事業家である。メイソンからの経済的支援は1932年まで続いた。ハーストンは早速調査に取りかかり、フランツ・ボアズの勧めに従って、失われつつあったアフリカ系アメリカ人文化を保護するために故郷のフロリダ州に向かった。ポーク郡マルベリーやフォートピアスの松脂（テレビン油）生産地や製材所で働く黒人たちと共に暮らしながら話を聞き、民話、民謡、風習、言い伝え、迷信、ほら話、ジョーク、踊り、遊びなどについて記録した。次いで、フードゥー（西アフリカから伝わったアフリカ系アメリカ人の民間信仰）の調査に取りかかった。フードゥーの女性神官マリー・ルヴォーに弟子入りし、一般に教義や経典のない迷信の寄せ集めのように思われているこの民間信仰のなかにきわめて複雑な儀式の体系や高度な宗教観があることを知った。この体験はハーストンの精神に深い影響を及ぼしたとされる。

### 民話伝承から演劇へ
1929年にフロリダ州メルボルンのオー・ガリーに一軒家を借り、マイアミでフォークロア資料を収集した。彼女はこれを『メキシコ湾岸諸州のニグロ民話』と題する戯曲に仕上げた。また、バハマ（西インド諸島）での調査結果を「バハマの踊りの歌と物語」と題して、「急速に消えつつあるアメリカのフォークロアの遺物」の収集と研究を目的とするアメリカ民俗学会 の学会誌に発表し、さらにヒューズとの共作で戯曲『騾馬の骨』を発表した。この作品はハーストンが収集した民話「争いの種」という民話に基づくもので、これまで活動を共にしてきたヒューズと著作権をめぐる争いが起こり、最終的にはハーストンが著作権を取得したものの、以後、二人は仲たがいすることになった。『メキシコ湾岸諸州のニグロ民話』の場合もそうだが、ハーストンはフォークロアを調査対象とするだけでなく、戯曲として上演したいと思っていた。これが実現したのは、『素晴らしい日』がブロードウェイのジョン・ゴールデン劇場で上演された1933年のことである。これは好評を得たものの、負債を抱えることになり、再びメイソンの経済的支援を受けることになった。一方、ロリンズ・カレッジの学長ハミルトン・ホルト、エドウィン・オズグッド・グローヴァー教授、ロバート・ワンシュ教授の支援を得て、『素晴らしい日』の改作『太陽から太陽へ』が同校で上演され、イートンヴィルやフロリダ州のその他の都市でも特別公演が行われた。これを機に、ベスーン・クックマン・カレッジ（ベスーン・クックマン大学の前身）の創設者・学長のメアリー・マクロード・ベスーンの勧めにより、同校演劇学科の講義を担当するなど、度々、大学で演劇の講義や講演に招かれるようになった。

## 著作活動

### 民俗音楽・民話伝承が受け継がれる過程

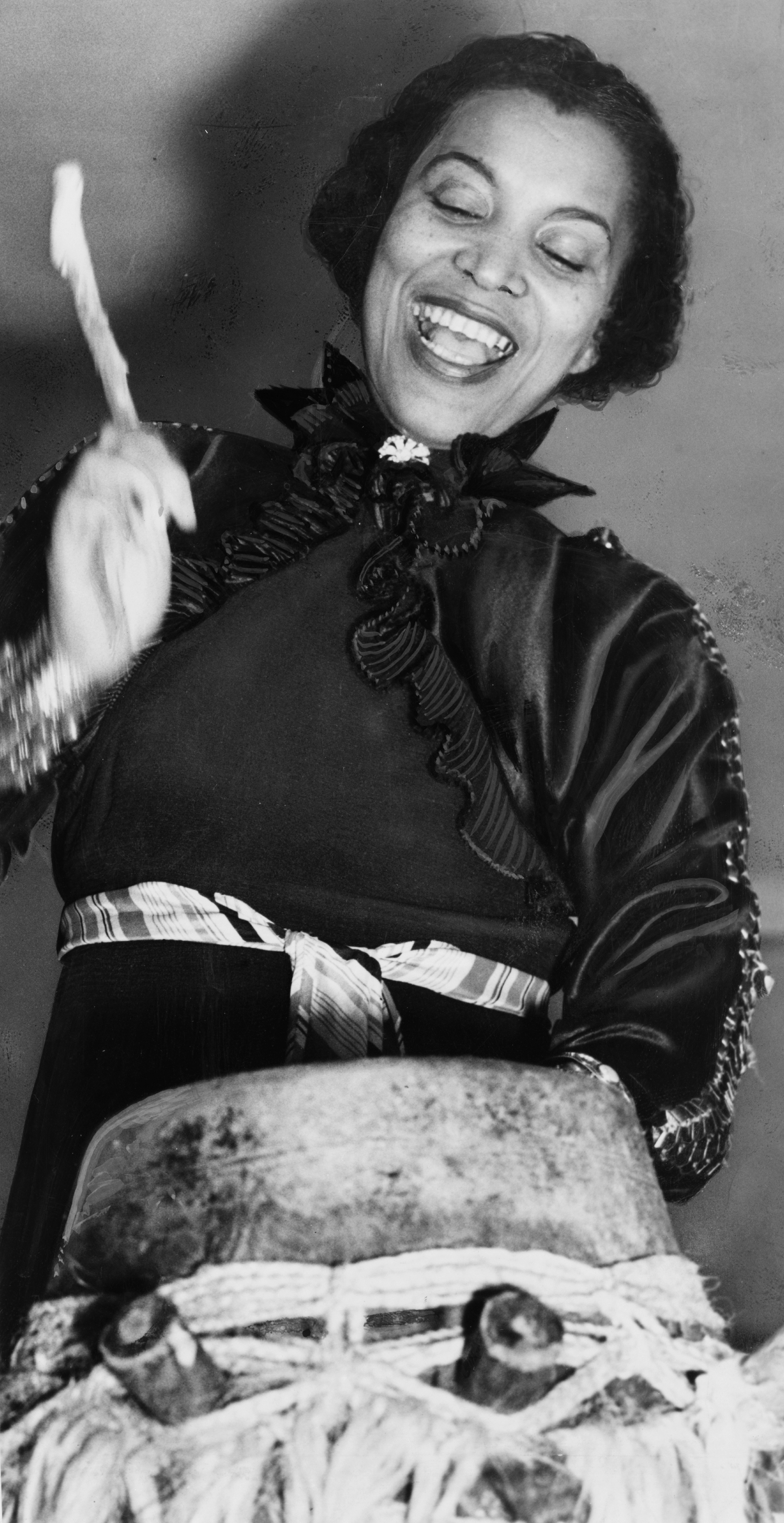
ヴードゥーの太鼓を叩くハーストン (1937年)

ハーストンの才能を認めていたワンシュ教授は短編「金メッキ硬貨」をリッピンコット社（リッピンコット・ウィリアムズ・アンド・ウィルキンス）に送ったところ、バートラム・リッピンコット社長に認められ、出版されることになった。ハーストンはリッピンコット社長に長編小説は書いていないのかと尋ねられ、書いていると偽って早速執筆に取りかかり、初の長編小説『ヨナのとうごまの木』を9週間で書き上げた（翌34年出版）。
同年、アフリカ系アメリカ人の文化・教育を支援するローゼンウォルド基金から助成金を受けた。ハーストンはまた、早くからアフリカ系アメリカ人の宗教歌や労働歌の録音に取り組み、1935年からアラン・ローマックス、メアリー・エリザベス・バーニクルとともにアメリカ議会図書館の民俗音楽コレクションのための録音・収集活動を行った。
同じ頃、グッゲンハイム・フェロー（芸術関連助成金）を2度受けてジャマイカのキングストンやハイチで行った調査活動は、『ヴードゥーの神々 ― ジャマイカ、ハイチ紀行』として結実した（1938年出版）。
1935年、黒人民話のアンソロジー『騾馬とひと』を発表した。故郷イートンヴィルでの聞き取りに基づくものであり、現場で人々と関わりながら物語を記録していくという演劇的な設定である。ここでもこれまでの民話の戯曲化・上演の場合と同様に、民俗学者としてフィールドワークの結果を報告するという客観的・静的な活動に留まらず、これを語りの場を含めた民話の伝統の生成過程、民間伝承が受け継がれる過程として再現している。
ニューディール政策の一環として設置された公共事業促進局の連邦作家計画においても同様である。ハーストンはこの計画に基づいて行ったフィールドワークの成果を共著『フロリダ・ニグロ』として発表する一方、収集した民俗音楽を自ら歌とパフォーマンスで再現している。

### 『彼らの目は神を見ていた』
1937年9月、代表作『彼らの目は神を見ていた』を発表した。ハーストンはこれまでの調査・執筆活動で黒人独自の民族性や文化を探求してきたが、この姿勢は小説においても同様であり、『彼らの目は神を見ていた』はフロリダの地方都市を舞台とし、登場人物は、誇り高く自立心の強い女性主人公ジェイニー・クロフォードをはじめ、ほとんどが黒人である。したがって、白人社会への批判や抗議、差別構造の分析といった政治的・社会的企図はほとんど見られず、人種差別や貧困によって虐げられた黒人たちの社会的現実を描き、真の黒人の姿、「意識の高い黒人像」を提示しようとする黒人文学の主流派から反感を買うことになった。とりわけ、リチャード・ライトからは「（ハーストンは）深刻な小説という方向に向かうつもりは一切ないらしい」、『彼らの目は神を見ていた』には「何のテーマも、何のメッセージも、何の思想もない」と批判された。また、これまでハーストンの才能を高く評価していたアラン・ロックは、「説得力のある物語を語る術を心得ていること。これはハーストンの生まれ持った才能であるが、このような成熟した黒人小説家が、人を動かす小説、社会的現実を客観的かつ詳細に描く小説に取り組むのはいつのことだろうか」と嘆いている。

### 『ヴードゥーの神々 ― ジャマイカ、ハイチ紀行』
翌1938年出版の『わが馬に告げよ』（邦題『ヴードゥーの神々 ― ジャマイカ、ハイチ紀行』）は再びフォークロア（民間信仰）の調査に基づくものであり、概ね好意的な批評が多かったが、学術研究とも紀行文とも口承文学ともつかない本書について、たとえば、同じ民俗学者のハロルド・クーランダーは、「記憶と紀行と扇情主義と人類学の奇妙な混合体。記憶は鮮明、紀行は退屈、扇情主義はシーブルック（ウィリアム・シーブルック）の焼き直し、人類学は誤解と素晴らしいフォークロアの混ぜ合わせである」と評した。

## 1940年代以降

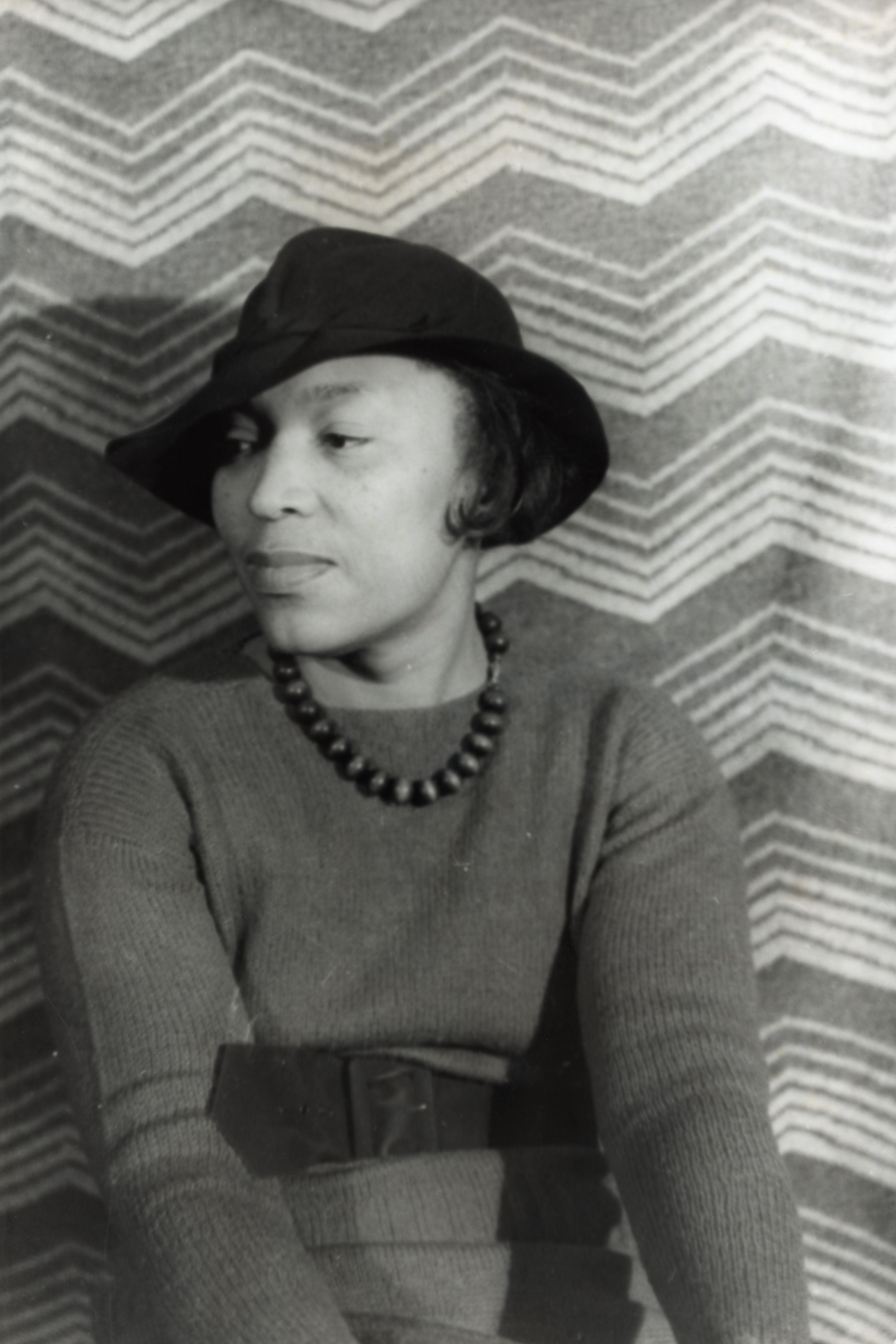
カール・ヴァン・ヴェクテンによるハーストンの肖像写真 (1938年)

1939年に『出エジプト記』、『レヴィ記』、『民数記』、『申命記』などに基づいてモーセの生涯をたどった小説『山の人モーセ』、1942年に自伝『路上の砂塵』、1948年にフロリダを舞台に貧しい白人女性を描いた最後の小説『スワニー川の熾天使』を著した。この小説で白人女性を主人公に設定したのは、ワーナー・ブラザーズによるハリウッド映画化の可能性を視野に入れてのこととされる（実現しなかった）。
この間、ホンジュラスやバハマでフィールドワークを続け、ノース・カロライナ黒人カレッジ（現ノース・カロライナ・セントラル大学）、フロリダ師範専門学校（現フロリダ・メモリアル大学）などの講師を務め、モーガン州立大学の名誉博士号、人種主義の問題に取り組み、文化の多様性に資する作品に与えられるアニスフィールド・ウルフ図書賞、ハワード大学優秀卒業生賞などの栄誉を受けているが、一方で、出版社に持ち込んだ原稿が拒否されることが重なり、生活が苦しくなったため、代替教員、書店の店員、家政婦などの仕事もした。
1959年、脳卒中で倒れ、10月末にセントルーシー郡福祉ホームに入所し、翌1960年の1月28日に死去、享年69歳。フォートピアースの「永遠の園」墓地に埋葬された。葬儀費用は近所の人々が出し合ったが、墓石を建てる費用までまかなうことはできなかった。

## アリス・ウォーカーによる再発見・再評価
1973年の夏、同じ黒人女性作家のアリス・ウォーカーがこの墓を見つけるためにフォートピアスの「永遠の園」墓地を訪れた。ウォーカーはこのときの様子を彼女が編纂した『ゾラ・ニール・ハーストン読本』に次のように書いている。
ウォーカーはここに墓石を建てた。墓石には「ゾラ・ニール・ハーストン 南部の天才 1901-1960 小説家、民俗学者、人類学者」と刻まれている。
1975年、ウォーカーはフェミニスト雑誌『ミズ』に「ゾラ・ニール・ハーストンを捜して」と題する随筆を発表し、出版社にすでに30年にわたって絶版になっている著書の再版を求め、ハーストンの再評価を促した。1977年出版のロバート・ヘメンウェイ著『ゾラ・ニール・ハーストン評伝』 がハーストンの伝記研究の先駆的かつ決定版となり、ハーストンの著書は次々と再版された。邦訳もほとんどが1990年代後半に出版された。

## 主な著書
- Jonah's Gourd Vine: A Novel (1934), HarperCollins, 2009.
  - 『ヨナのとうごまの木』徳末愛子訳, リーベル出版, 1996年.
- Mules and Men (1935), HarperCollins, 2008.
  - 「騾馬とひと (抜粋)」ゾラ・ニール・ハーストン, ルシール・クリフトンほか著『語りつぐ』(中村輝子ほか訳, 朝日新聞社, シリーズ「女たちの同時代 北米黒人女性作家選7」1982年) 所収.
  - 『騾馬とひと』中村輝子訳, 平凡社/平凡社ライブラリー, 1997年.
- Their Eyes Were Watching God (1937), HarperCollins, 2013.
  - 『彼らの目は神を見ていた (ハーストン作品集1)』松本昇訳, 新宿書房, 1995年.
- Tell My Horse: Voodoo and Life in Haiti and Jamaica (わが馬に告げよ, 1938), HarperCollins, 2008.
  - 『ヴードゥーの神々 ― ジャマイカ、ハイチ紀行 (ハーストン作品集3)』常田景子訳, 新宿書房, 1999年.
- Moses, Man of the Mountain: A Novel (山の人モーセ, 1939), HarperCollins, 2008.
- Dust Tracks on a Road (1942), HarperCollins, 2006.
  - 『ハーストン自伝 ― 路上の砂塵 (ハーストン作品集2)』常田景子訳, 新宿書房, 1996年.
- Seraph on the Suwanee (スワニー川の熾天使, 1948), HarperCollins, 2008.
- Mule Bone: A Comedy of Negro Life (驢馬の骨, 1991), HarperCollins, 2008 (ラングストン・ヒューズ共著).
- The Complete Stories (全短編集, 1995), HarperCollins, 2008.
  - 『マグノリアの花 ― 珠玉短編集』松本昇, 西垣内磨留美訳, 彩流社, シリーズ「フィギュール彩」2016年 - 上掲書（原著）所収の27篇[25] のうち、「ジョン・レディング、船乗りになる (John Redding Goes to Sea)」、「お日様でいっぱい (Drenched in Light)」、「スパンク (Spunk)」、「マグノリアの花 (Magnolia Flower)」、「イートンヴィルのあれこれ (The Eatonville Anthology)」、「汗 (Sweat)」、「金メッキの75セント (The Gilded Six-Bits)」、「征服者ハイ・ジョン (High John De Conquer)」、「法廷の良心 (The Conscience of the Court)」の9篇所収[26]。
- Every Tongue Got to Confess: Negro Folk-tales from the Gulf States (メキシコ湾岸諸州のニグロ民話, 2001), HarperCollins, 2002.
- Barracoon: The Story of the Last "Black Cargo,” (バラクーン ― 最後の「黒人船」の物語), Amistad, 2018.

その他の邦訳
- 「黒い肌の私ってどんな感じ」『アメリカの黒人演説集 ― キング・マルコムX・モリスン他』(荒このみ編訳, 岩波書店, 2008年) 所収 - 原著："How It Feels to Be Colored Me" (1928).
- 「ほんとうの鉄砲」「一発百中」「南部ばなし」『アメリカほら話』(井上一夫訳, 筑摩書房, 1968年, ちくま文庫, 1986年) 所収.
- 「スパンク」小西友七訳, 橋本福夫, 浜本武雄編『黒人作家短篇集』(早川書房, 1961年) 所収 - 原著："Spunk" (1925).
- 小林亜由美「<翻訳>ゾラ・ニール・ハーストン「マザー・キャサリン」」『文芸表象論集』第6号、京都大学大学院人間・環境学研究科思想文化論講座文芸表象論分野、2018年12月、[1]-[14]、doi:10.14989/LAR_6_(1)、ISSN 2188-0239、NAID 120006550423。 - 原著："Mother Catherine" (1934).

## 参考資料
- About Zora Neale Hurston - The Official Website of Zora Neale Hurston
- Zora Neale Hurston Digital Archive - Center for Humanities and Digital Research - University of Central Florida
- Sara Kettler, Zora Neale Hurston: 7 Facts on Her 125th Birthday, Biography.com